# Joseph Klos
Joseph Klos, polnisch: Józef Kłos, (* 1. März 1870 in Lubasch; † 1938) war katholischer Geistlicher, Redakteur und Mitglied des Deutschen Reichstags.

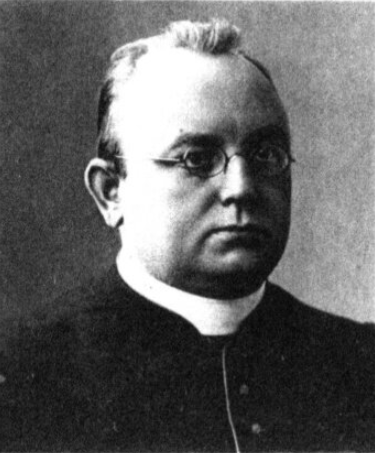
Joseph Klos

## Leben
Klos besuchte das Mariengymnasium zu Posen, dann die Priesterseminare zu Posen und Gnesen. 1893 wurde er zum Priester geweiht. Zuerst war er Domvikar an der Kathedrale zu Posen, seit 1895 I. Präbendar an der Dominikanerkirche zu Posen. Ab 1895 war er Chefredakteur des Przewodnik Katolicki. Klos war Verfasser mehrerer Publikationen, meist homiletischen Inhalts.
Von März 1914 bis 1918 war er Mitglied des Deutschen Reichstags für den Wahlkreis Posen 2 (Samter, Birnbaum, Obornik, Schwerin (Warthe)) und die Polnische Fraktion.